# Sandro Pedroso
Elissandro Edenir Pedroso, mais conhecido como Sandro Pedroso (Ponta Grossa, 9 de março de 1984), é um ilusionista e ator brasileiro.

## Biografia
Filho da bailarina circense Palmira Pedroso, e do cabeleireiro João Edenir Pedroso, Sandro tem dois irmãos, Nina e Leandro. Veio de sua  cidade natal com o irmão Leandro para encontrar com sua irmã e sua mãe, após alguns anos sem vê-las, visto que sua mãe estava separada de seu pai. Ela morava e trabalhava na Fazendinha do Beto Carreiro, na Av. Jornalista Roberto Marinho, em São Paulo, onde hoje é o Word Trad Center Brasil. Na época Sandro tinha 10 anos e seu irmão, 13. Sandro começou sua carreira artística aos 12 anos de idade, no circo que sua mãe trabalhava, onde trabalhou como ilusionista, malabarista e palhaço, mas logo depois desistiu do circo e passou a buscar novos interesses. Dos 14 aos 17 anos trabalhou como vendedor no Shopping Higienópolis, em São Paulo, onde vendia piercings e joias de prata, mas somente com 18 anos ele iniciou a sua carreira como ator, estudando na escola de teatro Globe, do diretor Ulysses Cruz. Nesta época começou a trabalhar como garçom para pagar seu curso de teatro. Aos 20 anos e já formado, se mudou para morar sozinho no Rio de Janeiro, onde conseguiu trabalhos no teatro e com o tempo, na televisão e no cinema.  Em 18 de setembro de 2018 foi confirmado pela RecordTV como um dos participantes da décima temporada do reality show A Fazenda.

## Vida pessoal
Ficou conhecido do grande público pelo seu namoro com a atriz Susana Vieira, iniciado em 2009. Sandro e Susana moraram juntos de 2010 até 2013. Em 2012, vazou um vídeo íntimo do ator na internet porém, no vídeo também estava presente o ator Danilo Sacramento. No dia 3 de fevereiro de 2016, nasceu, em São Paulo, seu filho Noah Machado Costa Pedroso, fruto de seu casamento com Jéssica Machado Costa, filha do cantor Leonardo. Ambos anunciaram a separação em junho de 2020.

## Filmografia

### Televisão
| Ano  | Título          | Personagem               | Notas                     |
| ---- | --------------- | ------------------------ | ------------------------- |
| 2010 | Laços de Sangue | Sandro                   | Episódio: "21 de outubro" |
| 2011 | Fina Estampa    | Mandrake                 |                           |
| 2014 | Pecado Mortal   | Dr. Vieira               |                           |
| 2018 | A Fazenda       | Participante (15º lugar) | Temporada 10              |
| 2021 | Gênesis         | Hirá                     | Fase: José do Egito       |

### Cinema
| Ano  | Título                        | Personagem  | Notas          |
| ---- | ----------------------------- | ----------- | -------------- |
| 2009 | E o Sol Brilhou Sobre o Verde | Dr. Augusto |                |
| 2015 | O Menino Azul                 | Mágico      | Curta-metragem |
| 2016 | Verses at work                | Turista     |                |

## Teatro
Com mais de 10 anos de carreira no teatro, o ator Sandro Pedroso já fez inúmeras peças teatrais, entre elas são:
- Casamento à Francesa
- Geração 80
- A Tempestade
- A Gaivota
- Os Dois Cavaleiros de Verona
- Muito Barulho por Nada
- Hotel Lancaster
- O Último Virgem
- Deus Salve a Rainha (com Cássia Kis e direção de Ulysses Cruz)
- Amor, humor, o resto é bobagem[15]